# Монте ди Лено (Комо)
Монте ди Лено је насеље у Италији у округу Комо, региону Ломбардија.
Према процени из 2011. у насељу је живело 3 становника. Насеље се налази на надморској висини од 624 м.